# Якобсон, Идель
И́дель Изра́илевич Я́кобсон (12 августа 1904, Екабпилс — 12 сентября 1997, Таллин, Эстония) — деятель советских спецслужб, подполковник, следователь.

## Биография
Вырос в еврейской семье.
Был гражданином Латвии, в 1920-х годах переехал в Эстонию. В 1928–1930 годах обучался на философском факультете Тартуского университета. Участвовал в деятельности еврейского культурного общества «Лихт». В 1931 году арестован в Таллине; за подрывную деятельность против Эстонии и шпионаж в пользу Советского Союза приговорён к тюремному заключению. В 1938 году амнистирован президентом Эстонии Константином Пятсом и выслан в Латвию.
Возвратился в Эстонию во время советизации республики. Занимал пост заместителя начальника следственной части НКВД Эстонской ССР (позднее НКГБ Эстонской ССР). Якобсон вместе с министром внутренних дел Борисом Куммом утверждали большинство ордеров на арест и обвинительных заключений. Согласно материалам полиции безопасности Эстонии, Якобсон участвовал в репрессиях в отношении 1800 человек, из них не менее чем в отношении 621 лица он своей подписью подтвердил предложение о применении к ним смертной казни как внесудебного наказания.
В 1941 году Якобсон с сестрой Сорой (Соней) эвакуировался в советский тыл. Весной 1942 года один из организаторов расстрелов в Сибири (Сосьва) депортированных в июне 1941 года эстонцев. После 1944 года снова занимал пост в МВД Эстонской ССР.
Подписи Якобсона имеются на постановлениях об аресте в деле Эстонского исторического музея, по которому были арестованы и приговорены ОСО к срокам в от 8 до 10 лет заключения 15 сотрудников исторического музея.
В 1950 году уволен из системы МВД ЭССР. В 1950—1953 годах работал сначала заместителем начальника отдела управления искусств ЭССР, затем начальником отдела в Министерстве социального обеспечения ЭССР. 17 февраля 1953 года исключён из КПСС за «ослабление политической бдительности» и связи с «социально чуждыми» людьми; восстановлен в КПСС в 1956 году.
В 1990-е годы был обвинён в отдаче приказов об аресте тысячи человек в 1940-х годах, был признан медицинской экспертизой душевно и физически неспособным предстать перед судом и вскоре скончался.
Подполковник. Награждён орденом Красной Звезды, орденом Отечественной войны 1-й степени (1945).
Похоронен на таллинском кладбище Рахумяэ.